# فرن کلیف
فرن کلیف (به انگلیسی: Fern Cliff) یک منطقهٔ مسکونی در ایالات متحده آمریکا است که در تمپا، فلوریدا واقع شده‌است. فرن کلیف ۷٫۹۲ متر بالاتر از سطح دریا واقع شده‌است. فرم گلیف واقع در منطقه ۵ شورای شهر تمپا است. در سرشماری سال ۲۰۰۰ بررسی نشد، با این حال، آخرین جمعیت تخمینی آن ۱۰۸۳ نفر بوده‌است.

## موقعیت جغرافیایی
فرن کلیف در موقعیت جغرافیایی ۲۸٫۰۱۹ و -۸۲٫۴۴۱ واقع شده‌است. این ارتفاع ۲۶ پا از سطح دریا است.
فرن کلیف از سه طرف توسط رودخانه هیلزبورو احاطه شده‌است. کد پستی مربوط به این منطقه ۳۳۶۰۴ است. مساحت محله ۰٫۱۴۴ مایل مربع (۳۷۰٫۰۰۰ متر مربع) و تراکم جمعیت ۷۵۱۷ نفر در مایل مربع می‌باشد.